# Olivier Meys
Olivier Meys est un réalisateur belge.

## Biographie
Diplômé de l'IAD (réalisation cinéma et radio) en 2000, Olivier Meys travaille d'abord en Chine où il réalise plusieurs documentaires.
Son premier long métrage de fiction, Les Fleurs amères, sorti en 2018, obtient le Magritte du meilleur premier film l'année suivante.

## Filmographie

### Courts métrages
- 2004 : Vies nouvelles (coréalisation : Liping Weng)
- 2008 : Première nuit à Beijing

### Longs métrages
- 2008 : Dans les décombres (coréalisation : Zhang Ya Xuan)
- 2018 : Les Fleurs amères
- 2025 : L'Été de Jahia (La Vie devant nous)

## Distinctions
- Prix du Premier Film au festival Traces de vies 2005 pour Vies nouvelles
- Prix International de la SCAM au Cinéma du réel en 2008 film pour Dans les décombres
- Magritte du cinéma 2019 : Magritte du meilleur film pour Bitter Flowers (Les Fleurs amères)